# Жанна II (королева Наварри)
Іоанна II (фр. Jeanne II, ісп. Juana II de Navarra; 28 січня 1312 — 6 жовтня 1349) — королева Наварри (разом з чоловіком) у 1328-1349 роках.

## Біографія

### Молоді роки
Походила з династії Капетингів. Донька Людовика X, короля Франції та Наварри, і Маргарити Бургундської. В дитинстві була залучена до скандалу з невірністю її матері чоловікові. Але Людовик X незадовго перед смертю у 1316 році визнав Жанну законною донькою. Але у 1317 році стрийко Філіп провів Салічний закон, за яким жінок позбавлено право спадку корони.
Бабуся по материнській лінії Агнеса Французька, і вуйко Одо IV, герцог Бургундії, здійснили спроби передати Жанні графства Шампань і Брі, що були спадщиною її бабці Жанни I Наваррської. Втім французькі королівські війська розгромили прихильників Жанни. Після коронації стрийка Філіпа V, герцог Бургундії (до того ж отримав 2 округи в Шампані) у 1318 році відмовився від підтримки прав Жанни на Шампань і Брі.
18 червня 1318 року Жанна вийшла заміж за Філіпа д'Евре, що був її двоюрідним братом. При цьому отримала посаг у 15 тис. турських ліврів й право успадкувати Шампань і Брі у випадку смерті Філіпа V без нащадків чоловічої статі. Після чого Жанна мешкала з Марією Брабантською, бабусею чоловіка.
У 1322 році після смерті Філіпа V новим королем Франції та Наварри оголошено брата останнього — Карла. Проте наваррська знать у 1328 році вигнала намісників французького короля і оголосили Жанну королевою.

### Королева
Жанна II була визнана королевою після сходження на французький трон Філіпа VI Валуа (Компроміс в Сен-Жермен-ан-Ле). Натомість Жанна II відмовилася від прав на Шампань і Брі в обмін на графства Лонгвіль, Мортен і Ангулем. Тривалий час наваррська знать не визнавала права чоловіка Жанни II, але зрештою погодилась прийняти рівність прав подружжя.
У 1329 році у Памплоні відбулася коронації Жанни та її чоловіка Філіпа III. Вони зобов'язалися передати трон синові після його повноліття.
Відмовилася від зовнішньої політики, значні зусилля приділяла піднесенню держави. Спочатку виступила з забороною антижидівських дій, покаравши винних у погромах юдеїв. Наступним кроком був наказ стосовно створення зрошувальної системи в Тудельській області, що покращало ведення сільського господарства в цьому посушливому місці. У 1329 році укладено союзний договір з королівством Арагон, 1330 року — Кастилією.
У 1331 році Жанна II з Філіпом III перебралися до своїх французьких володінь. В цей час до Наварри вдерлися кастильські війська, що претендували на область монастиря Фітеро. Але за підтримки Педро IV, короля Арагону, вдалося владнати конфлікт на користь Жанни II і укласти нову угоду з Кастилією. У 1337 році на нетривалий час королева повертається до Наварри, але незабаром залишає її. З цього моменту королівством керував спочатку Генріх де Сюллі, потім Філіп де Мелен.
Лише після смерті чоловіка у 1343 році Жанна II знову прибуває до Наварри. Призначає нового намісника — Вільгельма де Браґе. У 1345 році в Оліті заснувала монастир Святого Франціска.
Померла у 1348 році в Шато де Конфлані від чуми під час «Чорної смерті». Похована в Сен-Дені. Владу успадкував її син Карл.

## Сім'я

### Чоловік
1. Філіп ІІІ (1306—1343) граф Евреський.

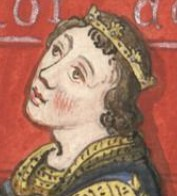
Філіп ІІІ

### Діти
1. Іоанна (1325—1387)
2. Марія (1330—1347), дружина Педро IV, короля Арагону
3. Карл ІІ (1332—1387), король Наварри
4. Бланка (1333—1398), дружина Філіпа VI, короля Франції
5. Агнеса (1334—1396)
6. Філіп (1336—1363)
7. Іоанна (1339—1403)
8. Людовик (1341—1376)

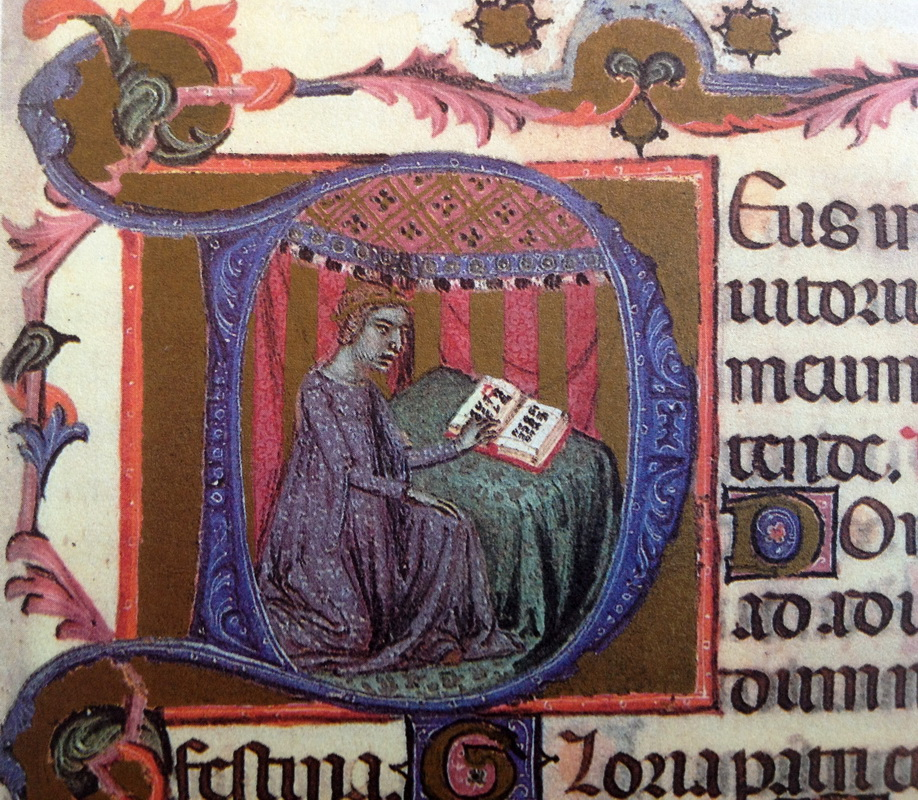
Марія
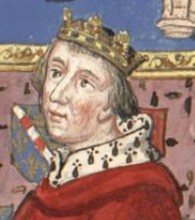
Карл ІІ
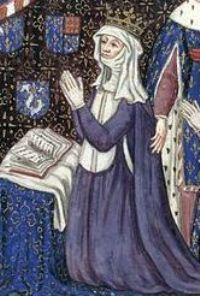
Бланка